# Jan Van Leuven
Joannes (Jan) Van Leuven (Weelde, 23 augustus 1941) is een Belgisch arts en voormalig christendemocratisch politicus voor de CDK.

## Levensloop
Van Leuven groeide op in een bakkersgezin met twee kinderen. Zijn humaniora doorliep hij aan het Klein Seminarie te Hoogstraten, alwaar hij in het internaat verbleef. Ook kreeg hij in deze periode muziekles van Jos Bruurs, organist van de Sint-Katharinakerk aldaar. Vervolgens ging hij geneeskunde studeren aan de Katholieke Universiteit Leuven. Aanvankelijk had hij de intentie om zich te specialiseren in de psychiatrie, maar na een stage te Kortenberg zegde hij deze af. Vervolgens vestigde hij zich als huisarts te Baarle-Hertog. Later specialiseerde hij zich tot patholoog-anatoom. Waarna hij aan de slag ging in het Sint-Jozefziekenhuis te Turnhout.
Na de gemeenteraadsverkiezingen van 1976 trad hij toe tot het schepencollege van Baarle-Hertog. Alwaar hij in 1981 de overleden Alfons Leestmans opvolgde als burgemeester, een mandaat dat hij zou uitoefenen tot de stembusgang van 1988. Hij werd in deze hoedanigheid opgevolgd door Fons Cornelissen. Na de lokale verkiezingen van 2000 werd Van Leuven opnieuw aangesteld als schepen en in 2003 nam hij opnieuw de burgemeesterssjerp over van Cornelissen. Hij oefende het mandaat uit tot oktober 2011, waarna hij werd opgevolgd als burgemeester door partijgenoot Leo Van Tilburg.
Hij huwde in 1966. Uit dit huwelijk ontsproten vier kinderen.